# اتول (ماساچوست)
اتول (به انگلیسی: Athol) شهرکی در شهرستان ورچستر ایالت ماساچوست می‌باشد که در سال ۱۷۶۲ بنیان‌گذاری شده‌است. این شهرک در سرشماری سال ۲۰۱۰ میلادی، ۱۱٬۵۸۴ نفر جمعیت داشته‌است.

## نگارخانه

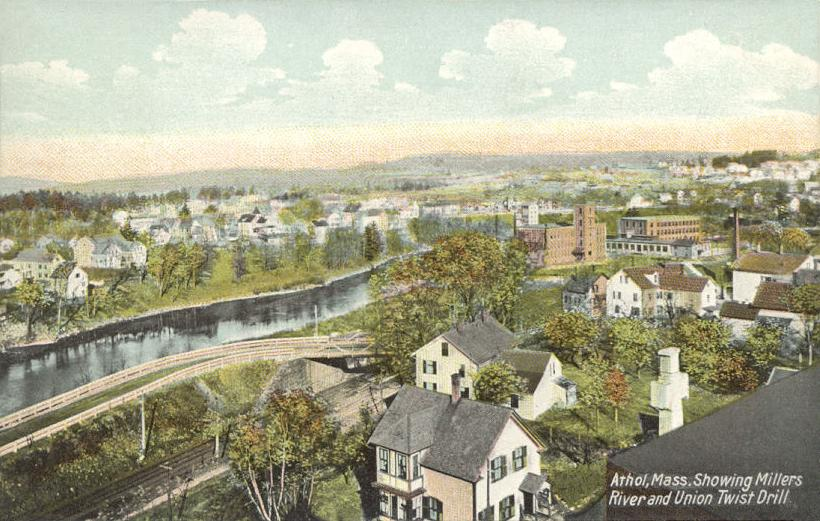
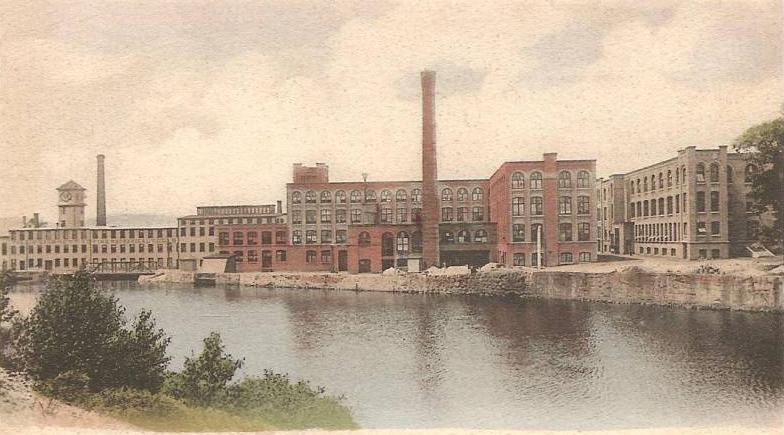
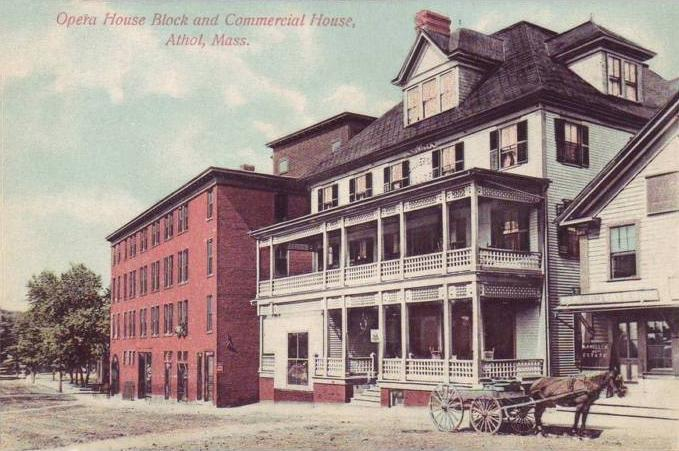
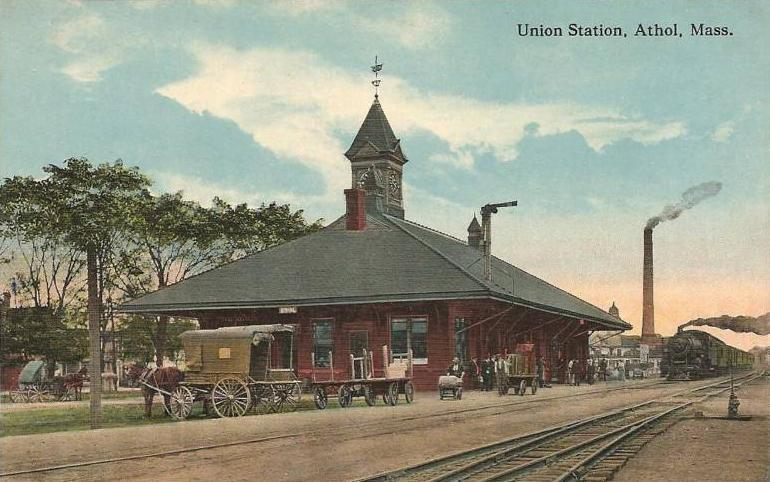